# كوري غولت
كوري غولت (بالإنجليزية: Corey Gault)‏ هو لاعب كرة قدم أسترالية أسترالي، ولد في 28 أكتوبر 1992.

## وصلات خارجية
- كوري غولت على موقع AustralianFootball.com (الإنجليزية)
- كوري غولت على موقع AFLtables.com (الإنجليزية)